# Vesan

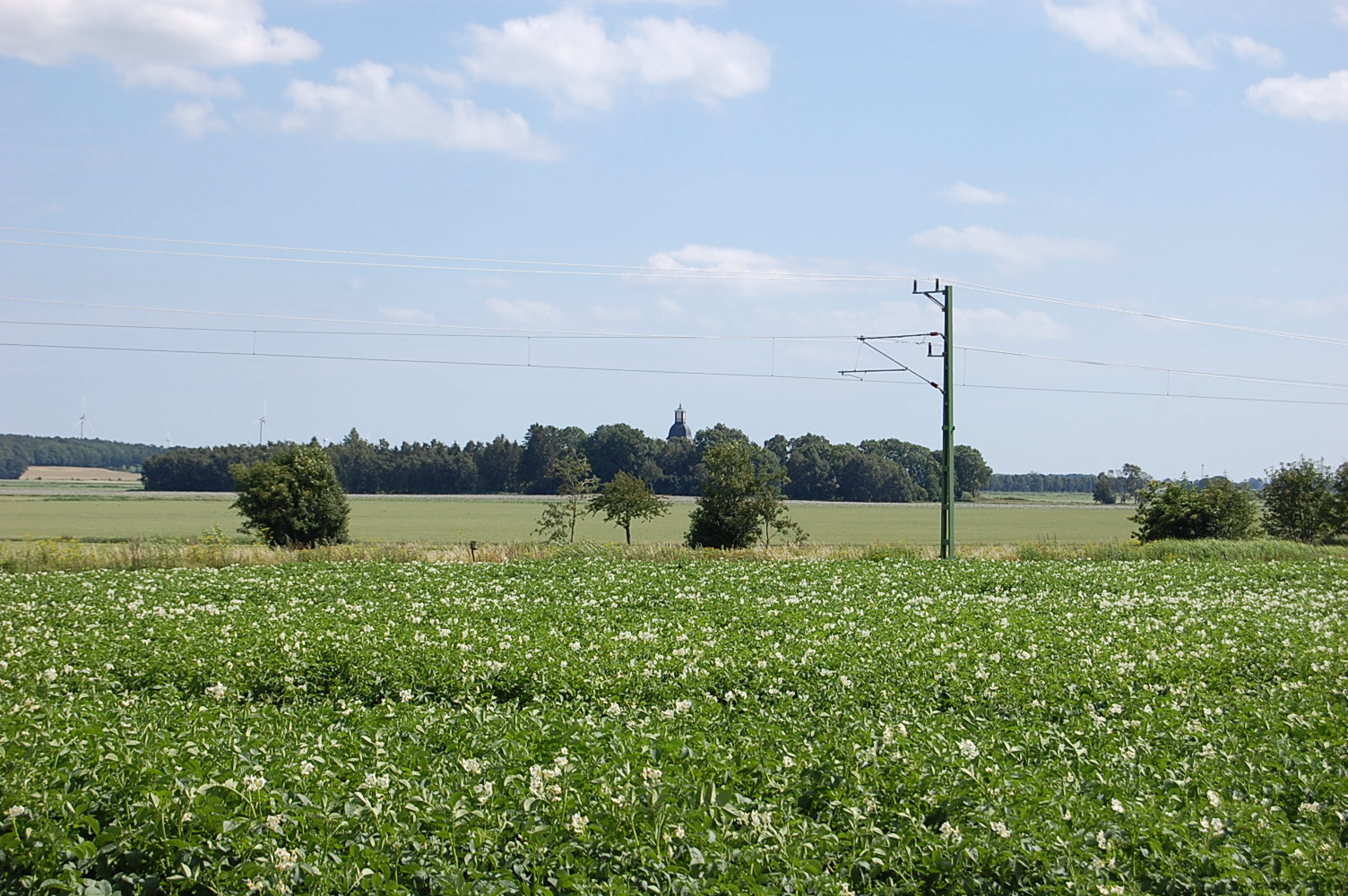
Vy över Vesan från nordväst, med Gammalstorps kyrktorn synligt på den före detta ön.

Vesan var från början ett sund i västra Blekinge som avskiljde Listerlandet från fastlandet. När landhöjningarna höjde det omgivande landet blev det till en insjö och vattensamling. Den ligger i nuvarande Sölvesborgs kommun, idag ett odlat jordbruksområde. Området är låglänt och för att hålla vattnet borta används idag pumpar. Mitt i den tidigare sjön ligger Gammalstorps kyrka, på en höjd som tidigare varit en ö. Sjöns tillrinningsområde var Ryssbergets östsluttning och Västra Orlundsån.
Fram till 1700-talet var området ett seglingsbart sund, men det kom att växa igen. I början av 1800-talet började man dika ut sjön, men först runt 1860-talet skedde den första egentliga invallningen. 1866 bröt Östersjön igenom och 1870 gav man upp planerna på tömning. 1926 återupptogs pumpandet och med undantag för en ny genombrytning av havet 1959 har området fortsatt vara odlingsmark. Pumparna i Norje pumpar ut ca 8 miljoner kubikmeter vatten varje år i Östersjön för att hålla marken torr, eftersom stora delar av Vesan ligger under havsnivån. Vesan i Sölvesborg, -2,05 meter (2021) under havsytan. 0,36 fattas mot Kristianstads -2,41 meter.

## Namnets ursprung
Namnet kommer troligen av det dialektala uttrycket vesa eller vójsa (enligt vissa källor voissna, som betyder gyttja ) och syftar förmodligen på att sjön växte igen med vass redan i slutet på 1700-talet.

## Förhistoria
Vid arkeologiska utgrävningar innan motorvägsbygget på sjöns östkust har man hittat en 9200 år gammal boplats vid Norje Sunnansund. I boplatsen har man hittat världens äldsta masslagring av fermenterad fisk. Fyndet är det första bevis som hittats på att människor levde i komplexa samhällen i Norden ungefär lika tidigt som i Levanten. Denna typ av fermentering är en föregångare till surströmming.

## Veslanda
Vid östra delen av Vesan ligger Sölvesborgs modellflygklubbs flygplats, Veslanda, för modellflyg och paramotor. Den är belägen omkring en meter under havsnivå och är därmed Sveriges lägst belägna (modell)flygplats.

## Motorväg
Under tidigt 2000-tal diskuterades om områdets framtid. Planer på att skapa en fågelsjö vägdes mot dåvarande Vägverkets planer på att bygga om E22 till motorväg vid östra delen av sjön. Den 5 december 2011 togs första spadtaget för vägbygget och den 25 november 2014 öppnade vägen för trafik.